# Il bravo
Il bravo, ossia La veneziana (wörtlich: „Der gedungene Mörder oder Die Venezianerin“) ist eine Oper in drei Akten von Saverio Mercadante. Den Text verfasste Gaetano Rossi nach dem Schauspiel Le Vénitienne von Auguste Ancient-Bourgeois. Die Uraufführung fand am 9. März 1839 am Teatro alla Scala in Mailand statt.

## Handlung
Vorgeschichte:
Weil Carlo einst seine Frau ermordete, muss er zur Strafe mit einer schwarzen Maske bekleidet als „der Bravo“ dem Rat Venedigs als Auftragsmörder dienen. Als Pfand für seine Treue wurde sein Vater gefangen genommen.

### Erster Akt
Foscari hat sich in ein Mädchen verliebt, welches in Maffeos Haus versteckt gehalten wird. Da Maffeo ihm den Zutritt verweigert hatte, beauftragt Foscari seine Schergen, Maffeo zu töten. Der Bravo erhält unterdessen Besuch von Pisani. Obwohl dieser aus Venedig verbannt wurde, ist er zurückgekehrt, um hier seine Geliebte zu suchen. Er überredet den Bravo, ihm für zwei Tage seine Maske zu leihen. Maffeos Leiche wird gefunden. Violetta, das Mädchen aus Maffeos Haus, kommt hinzu. Sowohl der Bravo, jetzt als Edelmann gekleidet, als auch Foscari bieten ihr Schutz an. Pisani, in der Maske des Bravo, erkennt in dem Mädchen seine Geliebte wieder. Violetta nimmt die Hilfe des Bravo an, der sie vor Foscaris Zudringlichkeiten beschützt.

### Zweiter Akt
Teodora erfährt vom Tode Maffeos und dass ihre Tochter Violetta sich in der Obhut eines Fremden befinde. Sie bittet den Bravo (in dem Fall den maskierten Pisani) um Hilfe. Der echte Bravo erzählt Violetta, dass Teodora ihre Mutter ist, und führt das Mädchen zu ihr. Als in Teodoras Palazzo ein Feuer ausbricht, fliehen alle.

### Dritter Akt
Teodora und ihre Tochter Violetta kommen sich näher. Der Bravo erkennt in Teodora seine einst vermeintlich von ihm getötete Frau wieder. Pisani hält um Violettas Hand an. Der Bravo drängt das junge Paar zur Flucht. Bevor Pisani und er die Masken wieder tauschen, übergibt Pisani dem echten Bravo einen neuen Auftrag, den er erhalten hatte. Dieser lautet, dass der Bravo Teodora töten soll, was dieser nicht übers Herz bringt. Schließlich entreißt Teodora ihm seinen Dolch und tötet sich selbst. Kurz darauf erhält der Bravo die Nachricht, dass sein Strafdienst zu Ende sei, da sein Vater im Kerker gestorben ist.

## Instrumentation
Die Orchesterbesetzung der Oper enthält die folgenden Instrumente:

- Holzbläser: Piccoloflöte, zwei Flöten, zwei Oboen, zwei Klarinetten, zwei Fagotte
- Blechbläser: vier Hörner, zwei Trompeten, drei Posaunen, Serpent
- Pauken, Schlagzeug: Große Trommel, Glocke in 2
- zwei Harfen
- Streicher
- Bühnenmusik: Banda (nicht näher bezeichnet)

## Werkgeschichte

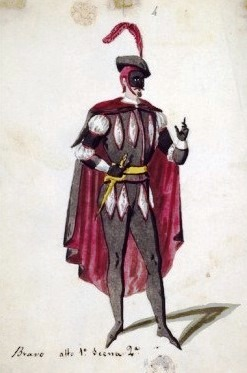
Kostüm der Titelpartie, Neapel 1840

Die Uraufführung von Il bravo am 9. März 1839 im Teatro alla Scala in Mailand gehörte zu Mercadantes größten Erfolgen. Eugenio Cavallini hatte als erster Geiger die musikalische Leitung. Regie führte Bartolomeo Merelli. Das Bühnenbild stammte von Baldassarre Cavallotti und Domenico Menozzi. Zur Besetzung gehörten die beiden Gesangsstars Domenico Donzelli in der Titelrolle und Eugenia Tadolini als Violetta  sowie Pietro Balzar (Foscari), Antonio Benciolini (Capello), Andrea Castellan (Pisani), Eutimio Polonini (Marco), Luigi Quattrini (Luigi), Sofia Dall’Oca-Schoberlechner (Teodora) und Angela „Angiolina“ Villa (Michelina).
Es folgten u. a. 1840 Aufführungen in Neapel und Berlin, 1841 in Wien, Lissabon, Barcelona, 1851 in Hannover, 1853 in Paris und 1893 noch einmal in Mailand. In neuerer Zeit fanden Aufführungen 1976 in Rom und 1990 beim Festival in Martina Franca statt. Besonders letztere, von Kritik und Publikum begeistert aufgenommene Aufführung leitete eine neue Beschäftigung mit Mercadantes Werk ein.

## Gesamtaufnahmen
- 1976 mit Shigemi Matsumoto, Maria Parazzini, William Johns, Antonio Savastano, Orchestra del Teatro dell’Opera di Roma, Gabriele Ferro (Cetra)
- 1990 mit Janet Perry, Adelisa Tabaidon, Dino di Domenico, Sergio Bertocchi, Orchestra Internazionale d’Italia, Bruno Aprea (Nuovo Era)